# ロジャー&ミー
『ロジャー＆ミー』（Roger & Me）は、1989年に製作されたアメリカ映画（ドキュメンタリー作品）である。マイケル・ムーアの映画監督デビュー作品。

## スタッフ
- 監督・製作・脚本: マイケル・ムーア

## キャスト
- マイケル・ムーア

## 主なあらすじ
ミシガン州フリントにおける、GMの工場閉鎖、リストラを知り、自分の故郷の街が危機に瀕していることを知ったマイケル・ムーアが、カメラを抱え、GMの「合理化政策」に抵抗しようとする街の人々を撮り始めた。
しかし、人口15万人のうち、3万人がGMの職員だった街（扶養家族も計上すると更に数倍の市民が直接に影響を被る）は、予想以上の速さで荒廃していった。活気があった街は急速にゴーストタウン化する一方、行き場のない人々は路上で暮らし、生活の為、食用ウサギ（飼育希望者には生きたまま販売。通常はその場ですぐ屠殺し畜肉として即売）を庭で大量に飼育し売り始める女性も現れる。「工場の街」に替わる町興し作戦（GM発祥の地に因み、自動車テーマパークを建設・開業など）や事業もなかなかうまくいかず、人々の自信喪失に歯止めをかけられない。
元は普通の中流階級で、今や貧困層に落ちた多くの市民の切迫した苦しみが理解出来ないごく僅かの富裕層市民は、豪邸でのホームパーティーで貧困層市民の何人かを能天気にも「生きてるが動かず無言の人のオブジェ」役のバイトとして雇って選民的悦楽を楽しみ、招待客の中には「フリント市からのGM撤退・雇用労働者の一斉解雇の大決断は、18世紀にイギリスで起こった産業革命に匹敵する芸術ともいえる」と驕り高ぶったコメントまで述べる始末。他にも「報道されているフリント市の失業問題は一側面に過ぎず、『アイスホッケーの街』など良い面を報道していれば良い」と事もなげにコメントする招待客もいた。
長い間、TV-CMを通じてGMの顔の様な存在としてフリント市民に親しまれていた有名歌手パット・ブーンまでもが、アムウェイによる貧困脱出を主張しだす。
業を煮やしたマイケル・ムーアはGMの会長ロジャー・スミスに、何度もアポなし取材を試みる。

## 余談
- GMは2009年6月に破産法を申請し経営破綻した。このことに関し、マイケル・ムーアはメーリングリストに「喜びでいっぱい」とコメントを寄せた[1]。